# Canton de Rivesaltes
Le canton de Rivesaltes est une division administrative française, située dans le département des Pyrénées-Orientales et la région Languedoc-Roussillon.

## Composition
Le canton de Rivesaltes groupe 8 communes :
| Nom                    | Code Insee | Intercommunalité                    | Superficie (km2) | Population (dernière pop. légale) | Densité (hab./km2) |
| ---------------------- | ---------- | ----------------------------------- | ---------------- | --------------------------------- | ------------------ |
| Rivesaltes (chef-lieu) | 66164      | CU Perpignan Méditerranée Métropole | 28,76            | 8 550 (2014)                      | 297                |
| Cases-de-Pène          | 66041      | CU Perpignan Méditerranée Métropole | 13,38            | 881 (2014)                        | 66                 |
| Espira-de-l'Agly       | 66069      | CU Perpignan Méditerranée Métropole | 26,77            | 3 384 (2014)                      | 126                |
| Opoul-Périllos         | 66127      | CU Perpignan Méditerranée Métropole | 50,53            | 1 089 (2014)                      | 22                 |
| Peyrestortes           | 66138      | CU Perpignan Méditerranée Métropole | 7,96             | 1 368 (2014)                      | 172                |
| Pia                    | 66141      | CC Corbières Salanque Méditerranée  | 13,18            | 8 519 (2014)                      | 646                |
| Salses-le-Château      | 66190      | CC Corbières Salanque Méditerranée  | 71,28            | 3 378 (2014)                      | 47                 |
| Vingrau                | 66231      | CU Perpignan Méditerranée Métropole | 32,12            | 622 (2014)                        | 19                 |

## Histoire
Le canton a été créé dans sa configuration actuelle par le décret n° 85-149 du 31 janvier 1985.

## Représentation

### Conseillers généraux de 1833 à 2015
| Période | Période          | Identité                          | Étiquette                       | Qualité |
| ------- | ---------------- | --------------------------------- | ------------------------------- | --- |
| 1833    | 1839             | Joseph Parès-Conill               |                                 | Ancien capitaine de la Garde Nationale Président du Conseil Général (An IX-An X) Maire de Rivesaltes                                                                                      |
| 1839    | 1846             | Théodore Guiter                   | Opposition libérale Républicain | Notaire à Perpignan Député (1848-1851 et 1971-1875) |
| 1846    | 1848             | Jean Joseph Denamiel              |                                 | Juge de paix à Rivesaltes |
| 1848    | 1870             | Jules Parès                       |                                 | Avocat à Perpignan, maire de Rivesaltes (1866-1870) |
| 1870    | 1871             | Théodore Guiter                   | Républicain                     | Notaire à Perpignan Député (1848-1851 et 1871-1875) |
| 1871    | 1882 (démission) | Achille Farinès                   | Républicain                     | Maire de Rivesaltes (1870-1871 et 1878-1882) |
| 1882    | 1883             | Auguste Amouroux                  | Républicain                     | Propriétaire à Rivesaltes |
| 1883    | 1889             | Nicolas Canal-Manya               |                                 | Maire de Saint-Laurent-de-la-Salanque (1880-1892) |
| 1889    | 1910             | Emile Parès (1853-?)              | Rad. puis Rad.ind.              | Docteur-médecin Maire de Rivesaltes (1892-1912) Président du Conseil Général |
| 1910    | 1913             | Ambroise Salvet                   | SFIO                            | Employé de commerce Maire de Rivesaltes (1912-1919) |
| 1913    | 1919             | siège vacant                      |                                 | |
| 1919    | 1931             | Emile Parès                       | Rad.ind.                        | Docteur-médecin Ancien maire de Rivesaltes (1892-1912) Ancien Président du Conseil Général                                                                                                |
| 1931    | 1937             | Fernand Brégoulat (1880-1970)     | PRS                             | Négociant en vins Maire de Salses-le-Château (1919-1941), conseiller d'arrondissement |
| 1937    | 1940             | Jean-François Jacquet (1895-1979) | SFIO                            | Négociant en vins à Rivesaltes |
|         |                  |                                   |                                 | |
| 1945    | 1973             | Jean-François Jacquet             | SFIO puis PS                    | président du conseil général (1956-1973) maire de Rivesaltes (1944-1971) Suppléant d'Arthur Conte                                                                                         |
| 1973    | 1998             | Émile Parès                       | DVD puis UDF                    | Médecin, maire de Rivesaltes (1971-1983) |
| 1998    | 2015             | Jean-Jacques Lopez                | PS                              | Cadre de la fonction publique, maire de Salses-le-Château (depuis 2008) premier vice-président du conseil général jusqu'en 2011 président par intérim du conseil général en novembre 2010 |

### Conseillers d'arrondissement (de 1833 à 1940)
Le canton de Rivesaltes avait deux conseillers d'arrondissement.
| Période                                  | Période          | Identité                        | Étiquette           | Qualité |
| ---------------------------------------- | ---------------- | ------------------------------- | ------------------- | --- |
| 1833                                     |                  | Antoine Bassal                  |                     | Pharmacien, adjoint au maire de Rivesaltes                                                                  |
| 1833                                     |                  | Joseph François Riu (1783-1856) |                     | Briquetier, propriétaire à Saint-Laurent-de-la-Salanque                                                     |
|                                          |                  |                                 |                     | |
| 1871                                     |                  | Joseph Parès-Parazols           | Républicain radical | |
|                                          |                  |                                 |                     | |
|                                          | 1882 (décès)     | M. Malis-Tresserre              |                     | |
|                                          |                  |                                 |                     | |
| 1892                                     | 1904             | M. Fourcade                     | Radical             | |
| 1898                                     | 1904             | M. Gineste                      | Socialiste          | |
| 1904                                     |                  | Joseph Rigaill                  | Socialiste          | Militant socialiste, Saint-Hippolyte                                                                        |
| 1904                                     |                  | François Patrouix               | Socialiste          | Cultivateur à Pia                                                                                           |
|                                          |                  |                                 |                     | |
|                                          | 1922             | M. Bourdouil                    | Radical             | Propriétaire à Cases-de-Pène                                                                                |
| 1922                                     | 1924 (démission) | François Cabanes                | PC-SFIC             | Ouvrier agricole, maire de Rivesaltes (1919-1924)                                                           |
| 1924                                     | 1931             | Fernand Bragoulat               | Cartel des Gauches  | Maire de Salses-le-Château                                                                                  |
| 1931                                     | 1934             | Jacques Frigola                 | Rad.                | Propriétaire, maire de Baixas                                                                               |
| 1934                                     | 1940             | M. Maury                        | Rad.                | |
| 1940                                     |                  |                                 |                     | Les conseils d'arrondissement ont été suspendus par la loi du 12 octobre 1940 et n'ont jamais été réactivés |
| Les données manquantes sont à compléter. |                  |                                 |                     | |

## Démographie
| 1962   | 1968   | 1975   | 1982   | 1990   | 1999   | 2006   | 2011   | 2012   |
| ------ | ------ | ------ | ------ | ------ | ------ | ------ | ------ | ------ |
| 13 460 | 14 492 | 14 742 | 16 107 | 18 536 | 20 960 | 24 456 | 26 077 | 26 526 |